# Marcel Lenz
Marcel Lenz, geboren als Marcel Stadel, (Bünde, 16 februari 1987) is een Duits voormalig voetballer die doorgaans speelde als centraal verdediger. Tussen 2006 en 2022 was hij actief voor Arminia Bielefeld II, KSV Hessen Kassel, Kickers Offenbach, VfL Osnabrück, TuS Dassendorf, SC Poppenbüttel en opnieuw TuS Dassendorf.

## Clubcarrière
Na twee amateurclubs gehad te hebben, speelde Lenz vanaf 2002 in de jeugdopleiding van het professionele Arminia Bielefeld. Bij die club wist de verdediger het echter nooit te schoppen tot het eerste elftal, maar zijn top bleek bij de beloften. Na daar twee jaar zijn kunsten te hebben laten zien, tekende hij een contract bij KSV Hessen Kassel. Daar speelde hij uiteindelijk nog twee jaar, voordat hij transfervrij de overstap maakte naar Kickers Offenbach, waar hij zijn handtekening zette onder een driejarige verbintenis. Na het aflopen van dit contract tekende Lenz voor twee jaar bij VfL Osnabrück. Na een jaar verkaste hij naar TuS Dassendorf. 
In 2008 werd bij Lenz geconstateerd dat hij leed aan diabetes mellitus, ook wel suikerziekte genoemd. In 2015 ging Lenz een jaar voor SC Poppenbüttel spelen, maar daarna keerde hij weer terug bij Dassendorf. De verdediger zette in de zomer van 2022 op vijfendertigjarige leeftijd een punt achter zijn actieve loopbaan.

## Privéleven
In 2016 trouwde hij met zijn vrouw en nam hij haar achternaam aan: Lenz.